# Mörrum
Mörrum è un'area urbana della Svezia situata nel comune di Karlshamn, contea di Blekinge.
La popolazione risultante dal censimento 2010 era di 3 695 abitanti.